# Al-Gharafa Sports Club (pallacanestro)
L'Al-Gharafa Sports Club (نادي الغرافة الرياضي in lingua araba), è una società professionistica di basket con sede nella città di Doha, capitale del Qatar, che fa parte della società polisportiva dell'Al-Gharafa Sports Club, attiva in vari sport come calcio, pallavolo, pallamano ed altri. La squadra prende parte alla massima competizione nazionale la Qatari Basketball League.
La squadra gioca le sue partite casalinghe presso l'Al-Gharafa Indoor Stadium, una struttura che può ospitare fino a 2.000 spettatori.

## Storia
La società polisportiva dell'Al-Gharafa Sports Club è stato fondato il 6 giugno 1979 con il nome di Al-Ittihad, dal primo presidente del consiglio di amministrazione, Khalifa Bin Fahad Bin Mohammed Al-Thani. L'Al-Gharafa è stata fondato con l'intento di creare strutture sportive per i giovani nella regione di Al Gharrafa. Il nome "Al-Ittihad", che tradotto in italiano significa "Unità", è stato scelto in quanto rappresentava lo spirito di fratellanza e solidarietà che caratterizzava il club e i suoi dirigenti. Il giallo e il blu sono stati scelti come colori del club, perché i fondatori della società, erano supporters della Nazionale di calcio del Brasile.
La squadra di pallacanestro dell'Al-Gharafa ha raggiunto i vertici della Qatari Basketball League solo nei primi anni dieci del duemila; nella stagione 2014-2015 trascinata dalla guardia statunitense Larry Blair e dal centro della Nigeria, Manny Adako, concluse la stagione regolare al secondo posto, a pari merito con l'El Jaish Doha, qualificandosi per i play-off e, dopo aver superato le semifinali, raggiunse la finale per il titolo dove sconfisse, con il risultato di 78-67 l'Al-Sadd Doha. Grazie a questa vittoria l'Al-Gharafa si aggiudicò per la prima volta nella sua storia il titolo nazionale, alla vittoria in campionato al termine della stagione si aggiunsero anche la vittoria della Qatari Basketball Cup e della Emir of Qatar Cup Basketball; successi che permisero alla squadra di completare un triplete di trofei nazionali nella stagione.
Nella stagione 2020-2021, il club è riuscito a tornare al successo nella Qatari Basketball League, aggiudicandosi il secondo titolo nella storia del club dopo aver sconfitto l'Al-Shamal SC, per 89-71, nella finalissima per il titolo. Inoltre nella stessa stagione l'Al-Gharafa è riuscito anche a doppiare la tripletta di trofei che aveva conquistato pure nella stagione 2014-15, ottenendo la vittoria sia della Qatari Basketball Cup e che della Emir of Qatar Cup Basketball.

## Palmarès

### Titoli nazionali
- Qatari Basketball League

Campioni (2): 2013-2014, 2020-2021
- Qatari Basketball Cup

Campioni (6): 2011, 2014, 2015, 2016, 2017, 2021
- Emir of Qatar Cup

Campioni (5): 2010, 2011, 2014, 2017, 2021

## Roster attuale
Il roster per la stagione 2024-2025
|    | Naz.                                               | Ruolo | Sportivo              | Anno | Alt. | Peso |  |
| -- | -------------------------------------------------- | ----- | --------------------- | ---- | ---- | ---- |  |
| 6  | Bosnia ed Erzegovina (bandiera) · Qatar (bandiera) | AP    | Nedim Muslic          | 1998 | 196  | 91   |  |
| 7  | Qatar (bandiera)                                   | G     | Azzam Abuisneenah     | 2007 | 191  | 83   |  |
| 8  | Qatar (bandiera)                                   | AP    | Azam Yakan            | 2006 | 191  |      |  |
| 10 | Qatar (bandiera)                                   | G     | Raslan Abdulla        | 2000 | 188  | 85   |  |
| 11 | Stati Uniti (bandiera)                             | G     | Holland Woods II      | 1999 | 184  | 80   |  |
| 14 | Qatar (bandiera)                                   | C     | Oussama Abdenacer     | 2006 |      |      |  |
| 15 | Qatar (bandiera)                                   | PG    | Ziyad Elgohary        | 2004 | 186  | 79   |  |
| 18 | Qatar (bandiera)                                   | C     | Mohd Mohmmed          | 1982 | 203  | 106  |  |
| 20 | Stati Uniti (bandiera)                             | C     | Corey Manigault       | 1998 | 206  | 106  |  |
| 20 | Egitto (bandiera) · Qatar (bandiera)               | AP    | Mohamed Hasan-Mohamed | 1991 | 191  | 87   |  |
| 22 | Qatar (bandiera)                                   | AP    | Marlen Issaybayev     | 2004 | 190  | 87   |  |
| 44 | Libia (bandiera)                                   | G     | Mohamed Buzgaiya      | 1999 | 195  | 89   |  |

### Staff tecnico
| Ruolo           | Nome        |
| --------------- | ----------- |
| Capo Allenatore | Kosay Hatem |